# Карське
Карське (пол. Karskie) — село в Польщі, у гміні Репки Соколовського повіту Мазовецького воєводства.
Населення — 130 осіб (2011).
У 1975-1998 роках село належало до Седлецького воєводства.

## Демографія
Демографічна структура станом на 31 березня 2011 року:
|          | Загалом | Допрацездатний вік | Працездатний вік | Постпрацездатний вік |
| -------- | ------- | ------------------ | ---------------- | -------------------- |
| Чоловіки | 64      | 16                 | 41               | 7                    |
| Жінки    | 66      | 16                 | 30               | 20                   |
| Разом    | 130     | 32                 | 71               | 27                   |